# RSA Battle House Tower
RSA Battle House Tower es un rascacielos situado en Mobile, Alabama y es el edificio más alto de Alabama. El edificio es propiedad de los Sistemas de Jubilación de Alabama (Retirement Systems of Alabama o RSA). Es el edificio más alto en la Costa del Golfo de los Estados Unidos fuera de Houston.  Sustituye a la Wells Fargo Tower en Birmingham como el edificio más alto de Alabama y al RSA–BankTrust Building como el más alto en Mobile. El AT&T City Center en Birmingham se mantiene como el rascacielos más grande de Alabama por superficie. El edificio recibe su nombre del vecino Battle House Hotel, que es ahora parte del complejo de la torre. El Battle House Hotel fue restaurado y renovado como parte del proyecto de la torre.

## Construcción
La construcción del edificio comenzó con el vertido de hormigón en la losa de cimentación durante el fin de semana del 7 de noviembre de 2003.  La losa de cimentación tiene un grosor de 7 pies (2,1 m), con sólo 5 pies (1,5 m) de lo restante por debajo del nivel natural del agua de downtown Mobile. La aguja, instalada por un helicóptero Sikorsky S-61 el sábado 16 de septiembre de 2006, llevó al edificio a su altura completa de 745 pies (227 m). Durante la construcción, 5 huracanes afectaron Mobile, causando retrasos en la construcción del edificio: Huracán Frances y Huracán Iván en 2004, así como Hurricane Cindy, Huracán Dennis, y Huracán Katrina en 2005.

## Instalaciones
La torre consiste en 25 plantas de oficinas, 3 plantas de lobby, 4 plantas de hotel y 1 planta de servicio, junto con 20 ascensores y 570 000 pies cuadrados (52 955 m²) de espacio libre de columnas. La corona iluminada es visible desde 30 millas (48 km) en Bahía de Mobile en una noche clara.